# Liste der Monuments historiques in Saint-Étienne-de-Lisse
Die Liste der Monuments historiques in Saint-Étienne-de-Lisse führt die Monuments historiques in der französischen Gemeinde Saint-Étienne-de-Lisse auf.

## Liste der Bauwerke
| Bezeichnung       | Beschreibung              | Standort | Kennzeichnung | Schutzstatus | Datum | Bild           |
| ----------------- | ------------------------- | -------- | ------------- | ------------ | ----- | -------------- |
| Schloss Fombrauge |                           | (Lage)   | PA33000090    | Inscrit      | 2006  |                |
| Kirche St-Étienne | Erbaut im 12. Jahrhundert | (Lage)   | PA00083737    | Inscrit      | 1925  | weitere Bilder |

## Liste der Objekte
| Bezeichnung                | Beschreibung                                       | Standort                        | Kennzeichnung | Schutzstatus | Datum | Bild           |
| -------------------------- | -------------------------------------------------- | ------------------------------- | ------------- | ------------ | ----- | -------------- |
| Skulptur des heiligen Fort | Lindenholz, polychrom gefasst, 18. Jahrhundert (?) | in der Kirche St-Étienne (Lage) | PM33001219    | Inscrit      | 2017  |                |
| Chorgestühl                | Holz, 15. Jahrhundert                              | in der Kirche St-Étienne (Lage) | PM33000690    | Classé       | 1903  | weitere Bilder |